# Ozziel Herrera
Jonathan Ozziel Herrera Morales (Culiacán, Sinaloa, 23 de mayo de 2001) es un futbolista mexicano de ascendencia cubana. Juega como extremo izquierdo y su actual equipo son los Tigres de la UANL de la Primera División de México.
Es hijo del medallista olímpico cubano Héctor Herrera.

## Trayectoria

### Comienzos
Herrera se unió a la academia juvenil del Pachuca en 2014. Luego pasó a la cantera del Atlas en 2016, donde logró establecerse, pasando con éxito por las categorías sub-15, sub-17 y sub-20. Hasta llegar finalmente al primer equipo en debutar en la Liga MX, siendo Ángel Guillermo Hoyos el técnico que le da a Ozziel la oportunidad de incorporarse al primer equipo.

### Atlas Fútbol Club
Hizo su debut profesional en la Liga MX el 24 de noviembre de 2018 ante el Monterrey, que terminó con una derrota por 3-1. Ingresó en los últimos 20 minutos del partido.
El 6 de febrero de 2021 anota su primer gol como profesional en el empate a un tanto contra el Santos Laguna al 90+4'.

### Tigres de la UANL
El 24 de julio de 2023 se anunció su incorporación a los Tigres de la UANL.

## Selección nacional

### Juveniles
En octubre de 2021, Herrera debutó en la sub-21 en un partido amistoso contra la selección sub-21 de Rumania. Fue convocado por Raúl Chabrand para participar con la selección sub-21 en el Torneo Maurice Revello de 2022, donde México terminó el torneo en tercer lugar.

### Absoluta
A mediados de abril de 2023, Herrera fue convocado a la selección mayor de México para un partido amistoso contra los Estados Unidos. Herrera debuta con México el 19 de abril de 2023 en el amistoso contra las Barras y las Estrellas, sustituyendo al 86' a Roberto de la Rosa.

## Estadísticas
Actualizado al último partido jugado el 7 de febrero de 2022.[actualizar]
| Club | Div.          | Temporada     | Liga (1) | Liga (1) | Liga (1) | Copas nacionales(2) | Copas nacionales(2) | Copas nacionales(2) | Copas internacionales | Copas internacionales | Copas internacionales | Total | Total | Total  | Media goleadora |
| Club | Div.          | Temporada     | Part.    | Goles    | Asist.   | Part.               | Goles               | Asist.              | Part.                 | Goles                 | Asist.                | Part. | Goles | Asist. | Media goleadora |
| --- | ------------- | ------------- | -------- | -------- | -------- | ------------------- | ------------------- | ------------------- | --------------------- | --------------------- | --------------------- | ----- | ----- | ------ | --------------- |
| Atlas de Guadalajara · México                                                                             | 1.ª           | 2018-19       | 2        | 0        | 0        | 3                   | 0                   | 0                   | —                     | —                     | —                     | 5     | 0     | 0      | 0.0             |
| Atlas de Guadalajara · México                                                                             | 1.ª           | 2019-20       | 3        | 0        | 0        | 3                   | 0                   | 0                   | —                     | —                     | —                     | 6     | 0     | 0      | 0.0             |
| Atlas de Guadalajara · México                                                                             | 1.ª           | 2020-21       | 21       | 3        | 0        | —                   | —                   | —                   | —                     | —                     | —                     | 21    | 3     | 0      | 0.14            |
| Atlas de Guadalajara · México                                                                             | 1.ª           | 2021-22       | 20       | 1        | 0        | —                   | —                   | —                   | —                     | —                     | —                     | 20    | 1     | 0      | 0.05            |
| Atlas de Guadalajara · México                                                                             | 1.ª           | 2022-23       | 33       | 6        | 5        |                     |                     |                     | 6                     | 1                     | 2                     | 39    | 7     | 7      |                 |
| Atlas de Guadalajara · México                                                                             | Total club    | Total club    | 79       | 10       | 5        | 6                   | 0                   | 0                   | 6                     | 1                     | 2                     | 91    | 11    | 0      | 0.08            |
| Tigres · México                                                                                           | 1.ª           | 2023-24       | 22       | 5        | 1        | —                   | —                   | —                   | 1                     | 0                     | 0                     | 23    | 5     | 1      |                 |
| Tigres · México                                                                                           | Total Club    | Total Club    | 22       | 5        | 1        | 0                   | 0                   | 0                   | 1                     | 0                     | 0                     | 23    | 5     | 1      |                 |
| Total carrera                                                                                             | Total carrera | Total carrera | 101      | 9        | 6        | 6                   | 0                   | 0                   | 7                     | 1                     | 2                     | 114   | 16    | 8      | 0.08            |
| (1) Incluye datos de Primera División de México (2018-Act.) (2) Incluye datos de Copa México (2019-Act.). |               |               |          |          |          |                     |                     |                     |                       |                       |                       |       |       |        |                 |

## Palmarés

### Campeonatos internacionales
| Título                          | Equipo                        | Sede                   | Año  |
| ------------------------------- | ----------------------------- | ---------------------- | ---- |
| Copa de Oro de la Concacaf      | Selección de fútbol de México | Estados Unidos- Canadá | 2023 |
| Liga de Naciones de la Concacaf | México                        | Concacaf               | 2025 |